# Joel Rosales
Joel Rosales Guzmán (Chillán, 12 de enero de 1955) es un administrador de empresas y político chileno, militante de la Unión Demócrata Independiente (UDI). Se desempeñó como diputado por el distrito n.º 47, Región del Biobío entre 2011 y 2014. Anteriormente fue alcalde y concejal de Los Ángeles y alcalde de Laja.

## Biografía
Nació el 12 de enero de 1955 en la ciudad de Chillán. Estudió administración de empresas.
Actualmente casado con Yasna Quezada Valdebenito, quien ejerce como concejala de Los Ángeles desde 2012 y con quien tiene un hijo: Joel.

## Carrera política
Inicia su trayectoria pública al ser designado director regional de la Secretaría Nacional de la Juventud, en 1981 asume como director de desarrollo comunitario de Los Ángeles hasta 1987 cuando es designado Alcalde de Laja por el Régimen Militar, durante esa gestión realizó varios proyectos de mejoramiento de la comuna, desempeñó dicho cargo hasta 1989.
Con el retorno de la democracia, Rosales se presenta en las Elecciones de 1992, donde es elegido concejal de Los Ángeles, siendo reelecto en 1996 y 2000.
En el año 2004 se presenta como candidato a alcalde, esta vez como independiente fuera de pacto derrotando al entonces alcalde Daniel Badilla con más del 50% de las preferencias. Para las elecciones municipales de 2008, ya militando nuevamente en la UDI, consigue la reelección por un nuevo periodo.
Sin embargo, 2011 deja la alcaldía para asumir el 19 de mayo de ese año, como diputado por el Distrito n.º 47 correspondiente a las comunas de Alto Biobío, Antuco, Laja, Los Ángeles, Mulchén, Nacimiento, Negrete, Quilaco, Quilleco, San Rosendo, Santa Bárbara y Tucapel, en reemplazo de su correligionario Juan Lobos quien falleciera ejerciendo el cargo el 11 de abril de 2011. En el municipio es sucedido por el concejal también UDI Eduardo Borgoño Bustos. Durante el restante LIII periodo legislativo paso a integrar las comisiones permanentes de Gobierno Interior y Regionalización, y de Derechos Humanos, Nacionalidad y Ciudadanía, además de las comisiones especiales de Deportes, y de Turismo (esta última entre 2012 y 2013).
Para las elecciones parlamentarias de 2013 buscó la reelección por el mismo distrito, pero no fue elegido. Dejó la Cámara de Diputados en marzo de 2014.
En 2015 renunció a la Unión Demócrata Independiente y anunció sus intenciones de volver a la alcaldía de Los Ángeles, aceptando para ello competir como independiente en la primaria municipal organizada por el pacto Chile Vamos en la comuna. En la elección realizada el 19 de junio de 2016, resultó derrotado al obtener tan solo 1.115 votos, equivalentes al 13,25% del total. Tras este resultado anunció su retiro de la política para dedicarse a sus empresas.

## Historial electoral

### Elecciones municipales de 1992
- Elecciones Municipales de 1992, para Los Ángeles[7]

### Elecciones municipales de 1996
- Elecciones Municipales de 1996, para Los Ángeles[8]

### Elecciones municipales de 2000
- Elecciones Municipales de 2000, para Los Ángeles[9]

### Elecciones municipales de 2004
- Elecciones a Alcaldes de 2004, para Los Ángeles (Chile)[10]

### Elecciones municipales de 2008
- Elecciones a Alcaldes de 2008, para Los Ángeles (Chile)[11]

### Elecciones parlamentarias de 2013
- Elecciones parlamentarias de 2013, por el Distrito 47 (Antuco, Laja, Los Ángeles, Mulchén, Nacimiento, Negrete, Quilaco, Quilleco, San Rosendo, Santa Bárbara y Tucapel)[12]